# Filialkirche Markt Allhau

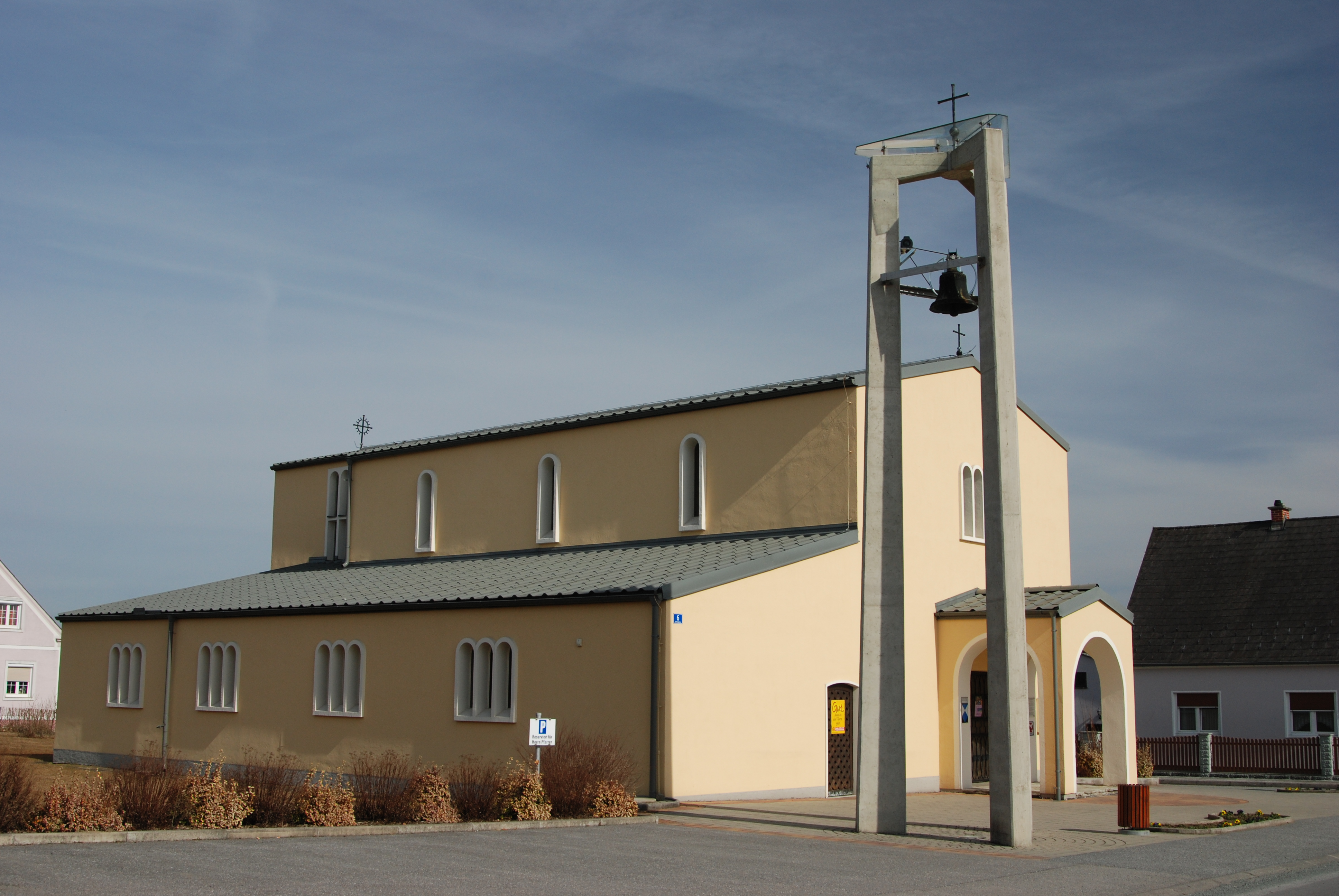
Katholische Filialkirche in Markt Allhau

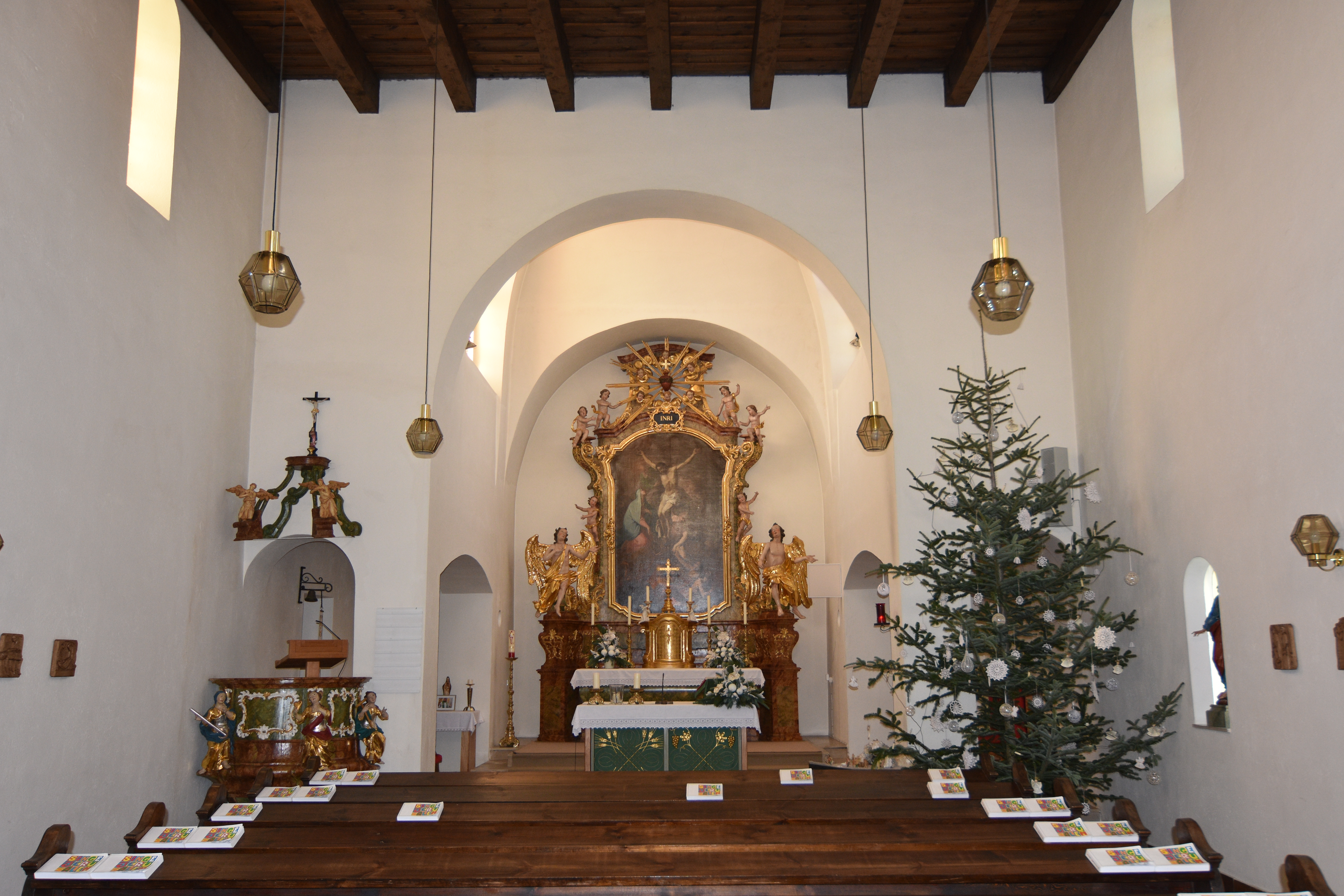
Innenansicht der Kirche

Die römisch-katholische Filialkirche Markt Allhau steht in der Marktgemeinde Markt Allhau im Bezirk Oberwart im Burgenland. Die der heiligen Lucia von Syrakus geweihte Filialkirche der Pfarrkirche Wolfau gehört zum Dekanat Pinkafeld in der Diözese Eisenstadt. Die Kirche steht unter Denkmalschutz.

## Geschichte
Die im Mittelalter gegründete Pfarre wurde in der Reformationszeit aufgelassen. In den Jahren 1956 bis 1963 wurde nach den Plänen des Architekten Ladislaus Hruska eine moderne Kirche mit freistehendem Kirchturm erbaut. Die 1776 erbaute Vorgängerkirche wurde demoliert.

## Ausstattung

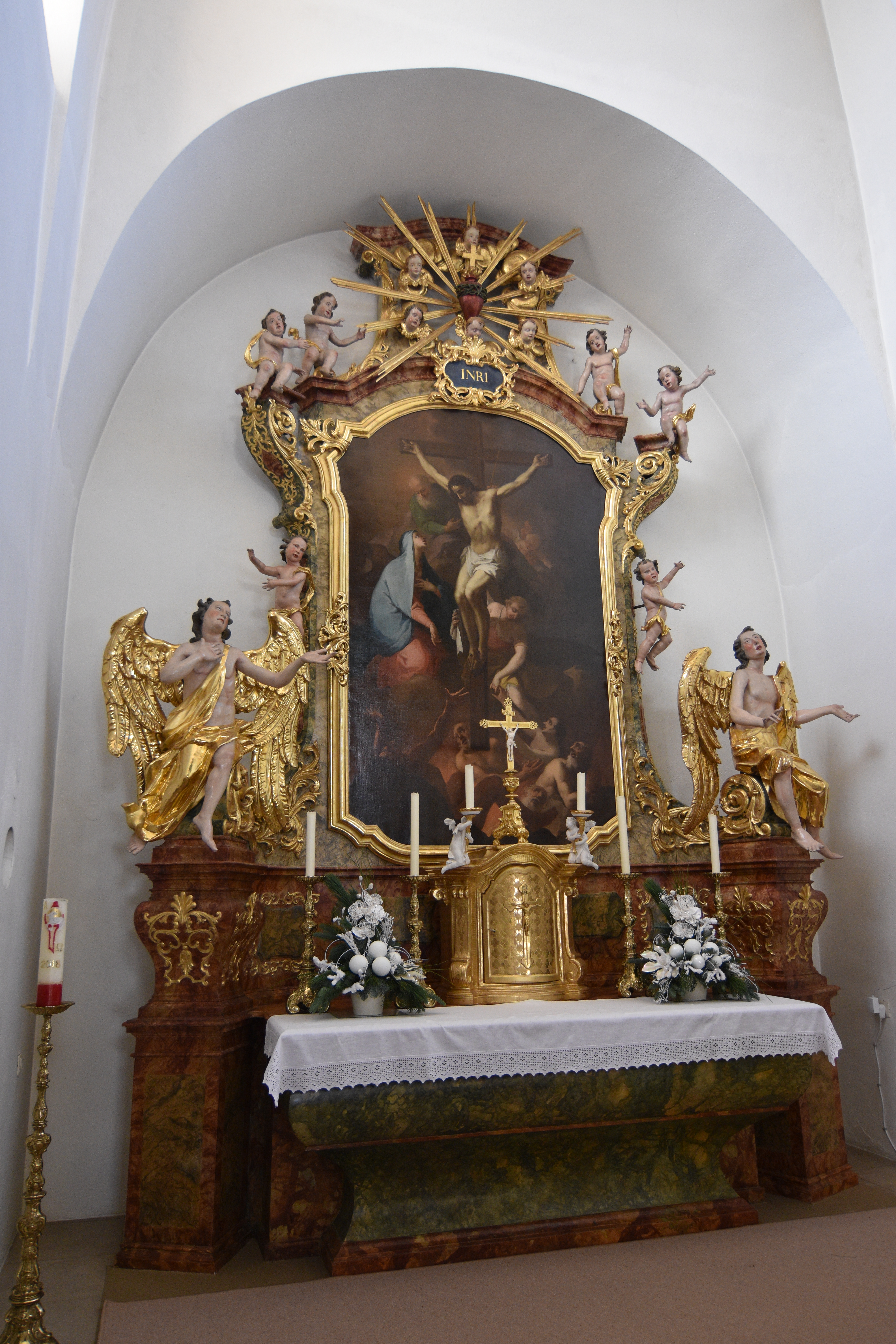
Der Altar

Die Inneneinrichtung wurde von der alten Kirche übernommen und restauriert. Der barocke Hochaltar hat einen reich verzierten Rahmen und das Altarbild zeigt Kruzifixus als Retter der Seelen. Die ehemalige Kanzel dient jetzt als Ambo. Die neuen Kirchenbänke mit alten Wangen mit Zopfornamentik aus 1780 vom Tischler Georg Müller war davor Teil der Domkirche Eisenstadt. Die Skulptur Schöne Madonna ist vom Bildhauer J. Wiegele aus 1967.
Die Orgel aus 1791 mit 5 Registern baute Johannes Beber und wurde 1794 von der Klosterkirche Sankt Johann bei Herberstein hierher überstellt.